# 巴爾瓦火山

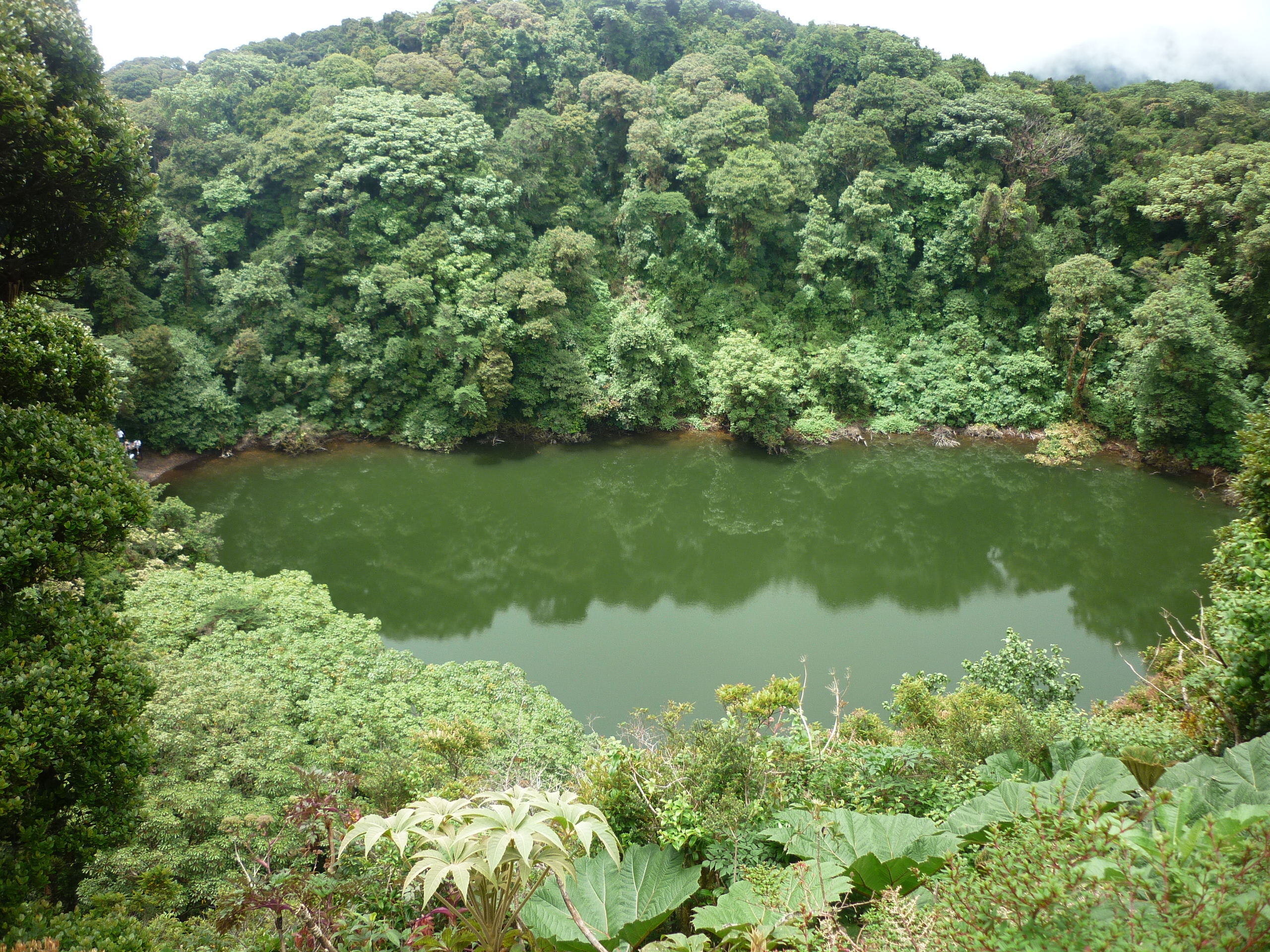

巴爾瓦火山是哥斯達黎加的火山，位於聖何塞以北22公里，由埃雷迪亞省負責管轄，海拔高度2,906米，是該國第三高火山，僅次於伊拉蘇火山和圖里亞爾瓦火山。

## 外部連結
- Costa Rican National Seismolgical Network: Barva